# Karl Anselm von Thurn und Taxis (Generalmajor)
Karl Anselm von Thurn und Taxis (* 18. Juni 1792 in Prag; † 25. August 1844 in Teplitz, Böhmen) war ein württembergischer Generalmajor und Humanist.

## Leben
Karl Anselm Prinz von Thurn und Taxis, gehörte einer jüngeren Linie des Fürstengeschlechtes Thurn und Taxis an, das seit dem 16. Jahrhundert die Würde des Generalpostmeisters im Römischen Reich und den Niederlanden erblich bekleidete. Er wurde 1792 als zweiter Sohn des kaiserlichen Kämmerers und Generalmajors Prinz Maximilian Joseph von Thurn und Taxis (1769–1831) und der Fürstin Eleonore, geborene Fürstin Lobkowitz (1770–1834) in Prag geboren. Zu seinen jüngeren Brüdern zählen u. a. der bayerische General der Kavallerie Karl Theodor (1797–1868) und der in der österreichischen Armee zum gleichen Rang aufgestiegene Offizier Friedrich Hannibal (1799–1857).
Karl Anselm trat 1808 als Hauptmann in die königlich württembergische Garde ein. Er wurde Flügeladjutant des Königs und focht im Feldzug von 1814 als Major und Oberstleutnant bei Brienne, Montereau, Sens und Paris. Nach seiner Rückkehr aus Frankreich nahm er als Generalmajor seine Entlassung aus den königlich württembergischen Diensten und folgte seinen Eltern nach Prag, wo diese ihren bleibenden Aufenthalt genommen hatten. 1831 ließ der Prinz das Schloss Dobrovice zur größten Zuckerfabrik Böhmens umbauen und schaffte dadurch Hunderten Broterwerb.

## Familie
Thurn und Taxis heiratete am 4. Juni 1815 die Gräfin Marie Isabelle zu Eltz (* 10. Februar 1795; † 12. März 1859). Das Paar hatte mehrere Kinder:
- Marie Sophie (* 16. Juli 1816; † 2. April 1897) ⚭ 1842 Graf Giovanni Battista von Montfort (* 20. März 1804; † 10. November 1878), Feldmarschall-Lieutenant
- Hugo Maximilian (* 3. Juni 1817; † 28. November 1889) ⚭ 1845 Gräfin Almeria von Belcredi (* 8. Oktober 1819; † 25. September 1914)
- Marie Eleonore (* 11. Juni 1818; † 8. Juli 1898)
- Emmerich (* 12. April 1820; † 28. Juli 1900), österreichischer Generalmajor ⚭ 1850 Gräfin Lucie Capello von Wickenburg (* 11. Oktober 1832; † 3. April 1851)
- Therese Mathilde Johanne (* 5. Februar 1824; † 26. November 1889) ⚭ 1866 Graf Edmund von Belcredi († 6. Juli 1896), k.k. Oberst a. D.
- Rudolph Hugo Maximilian (* 25 Nov 1833; † 4. Juli 1904), ab 1894 Freiherr von Troskow ⚭ 1857 Jenny Ständler (* 9. April 1830; † 28. September 1914)